# Унимото

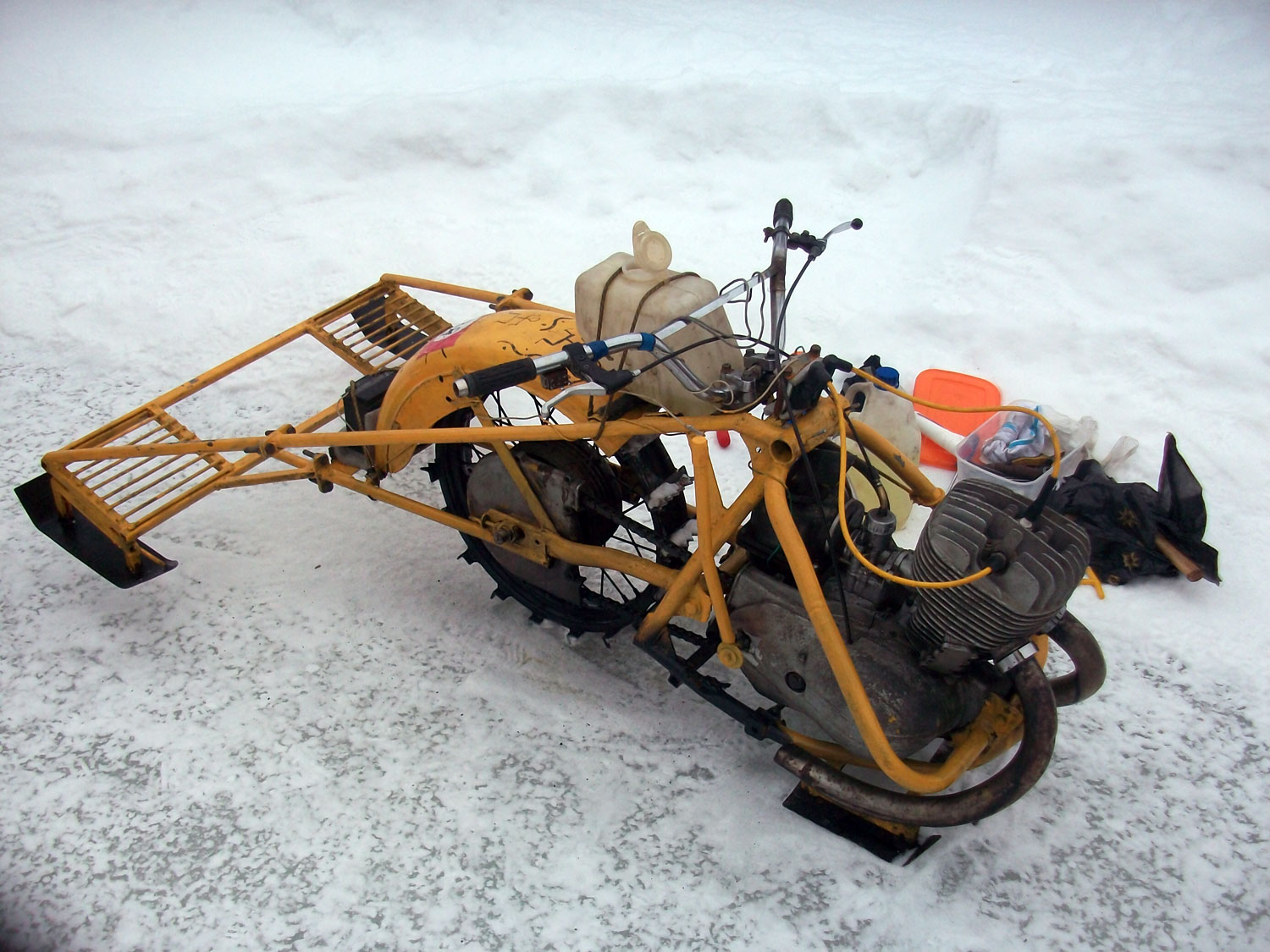
Российский унимото

Унимото (уницикл) - спортивный гоночный аппарат, имеющий одно колесо и двигатель. Принцип соревнования - дрэг-рейсинг по немощеной поверхности (в т.ч. лед ). Длина трассы 100 футов (31,5 м).

## История
Термин «унимото», сам аппарат и новый вид спорта были изобретены в 1988 году байкером из США, наделённым неординарной фантазией, Вильямом Нассау, более известным как «Сайдкар Вилли».
По сути, это гонки на мотоциклах со свалки. Люди копаются на свалках и в своих гаражах, а потом используют старые детали и свою изобретательность при постройке чего-то, что сможет проехать 100 футов (30 метров) на одном колесе и при этом не убьёт ездока.
 
Самый первый «монстр» родился на кухне. Мной была взята доска размером 6х2, посередине установлено колесо от карта, спереди прикручен двигатель от газонокосилки, а сзади седло от полицейского «Харли».Вильям Нассау

## История гонок унимото

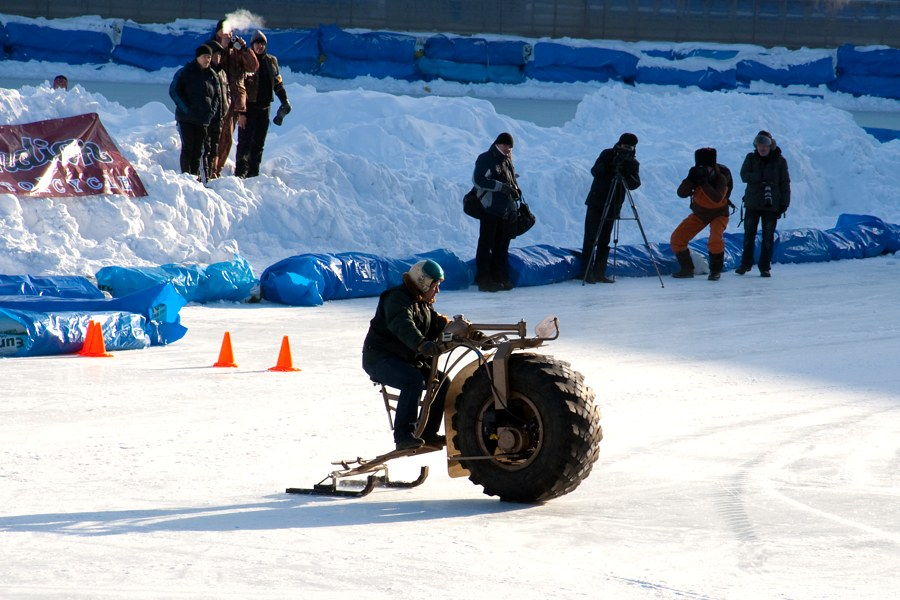
Чемпионат мира по унимото 2012

Во время Мотоциклетной недели во Флориде 1991 году Боб Шески становится первым уни-пилотом, который смог выполнить задачу — проехать 30 метров за 5,2 сек. на своём уницикле «Desert Stormer» со 150-кубовым мотором «Хонда» 1959 года выпуска. В этом же году создано «Американское национальное сообщество унициклистов» (A.N.U.S.).
Хронология событий:
- 1992 — «2nd A.N.U.S. Nationals», Дайтон, США.
- 1994 — первые гонки в Европе «1’ere course Europeenne d A.N.U.S», Мартиньи, Швейцария.
- 1997 — первые гонки в Германии, Фрисланд.
- 2002 — Сайдкар Вилли попросил «Американское национальное сообщество унициклистов» санкционировать гонки «Унимото», проводимые в Зумисвальд (Швейцария), как Чемпионат мира.
- 2005 — первые гонки унимото в России, Ширяево (Самарская область).
- 2009 — российский гонщик Виктор Горбунов № 7 R.U.M.S. занял первое место в классе 0-199 сс на первом чемпионате Европы в городе Рети Бельгия.
- 2012 — Первый ледовый чемпионат мира по унимото. Тольятти. Россия. Рекорд книги рекордов Гиннесса. Роман Колтаков N38 (2:38 сек.)
- 2012 - Российские гонщики участвовали в Зумисвальд (Швейцария) 1 место в классе Электро (Дмитрий Горбунов N47), 1 место в классе 0-199сс (Евгений Смирнов N64) 3 место в классе 200-400сс Евгений Розов N76)
- 2014 - Российские гонщики участвовали в Зумисвальд (Швейцария) 4 место в классе 0-199сс, 3 место в классе 750-неограничено (Колтаков Роман N38)

## Требования к унимото

Эмблема R.U.M.S.

Требования, предъявляемые к унимото Российским обществом унимотоциклистов (R.U.M.S.):
- колесо должно быть только одно;
- размеры не должны превышать: 1,2 м в ширину и 2,4 м в длину;
- двигатель не должен быть моложе 3 лет независимо от предыдущего его использования;
- объём бензобака не должен быть более 3 литров;
- колесо и системы приводов должны быть закрыты защитными кофрами;
- наличие тормозной системы;
- наличие системы «стоп-двигатель».

## Гонки унимото в России
Гонки унимото пришли в Россию в 2005 году. Организатором их проведения стал Дмитрий «GOR» Горбунов.

Классы унимото:
- A класс: 750 – неограниченно СС;
- В класс: 375 – 749 сс;
- С класс: 200 – 374 сс;
- D класс: 0 – 199 сс;
- E класс: Electro;
- F класс: URAL.[3]
- G класс:  ROCKETS

Традиционные фестивали России с гонками унимото:
- зимний мотослёт «Snow Dogs»;
- «Правый берег»;
- «Танайский Унимото Съезд»;
- POLAR UNIMOTO FEST.
- Зимний съезд унимотоциклистов Черноземья "WinterHogs"
- Летний съезд унимотоциклистов Черноземья "SummerHogs"

Гонки на Унимото город Бежецк